# Hemihyalea quercus
Hemihyalea quercus là một loài bướm đêm thuộc phân họ Arctiinae, họ Erebidae.